# Eduard Leonhardi
Emil August Eduard Leonhardi (* 19. Januar 1828 in Freiberg; † 15. Juli 1905 in Loschwitz) war ein deutscher Landschaftsmaler und Sohn des schnell zu Wohlstand gekommenen Dresdner Tintenfabrikanten August Leonhardi (1805–1865).

## Leben

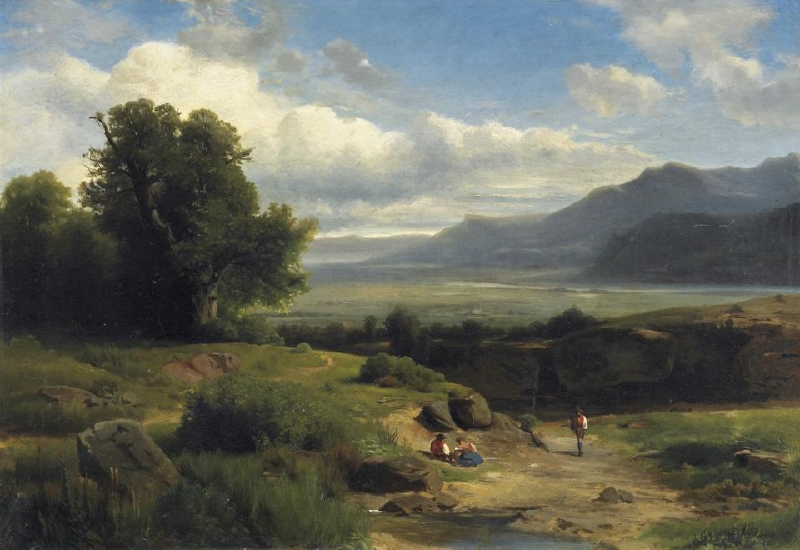
Blick in das weite Elbtal, 1866

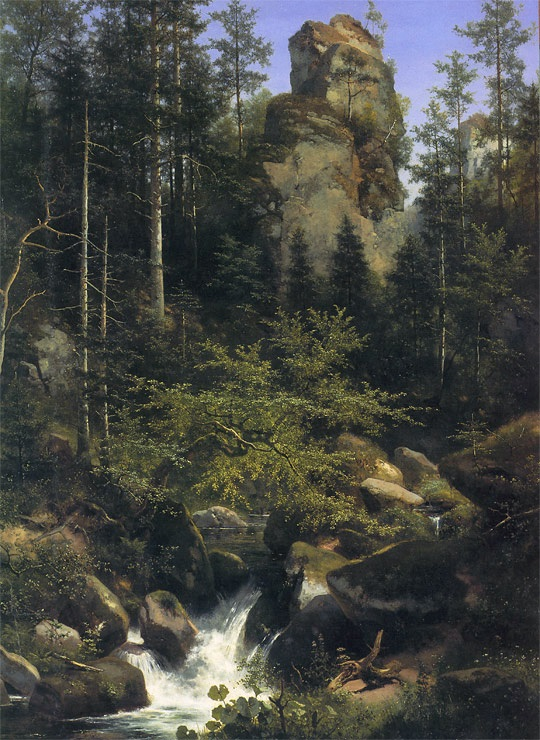
Stürzender Waldbach, 1880

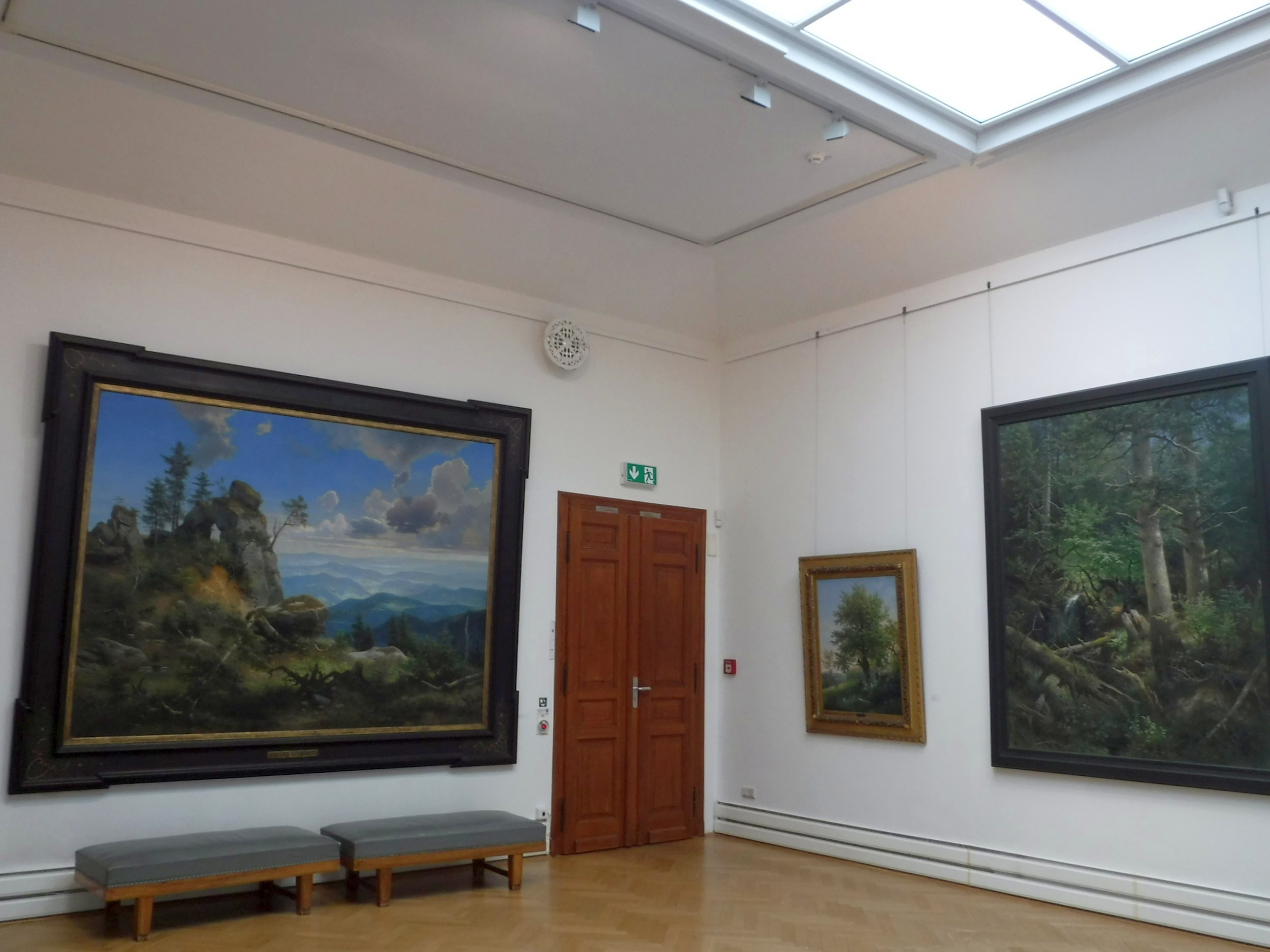
Leonhardi-Gemälde im Leonhardi-Museum

Leonhardi studierte von 1842 bis 1845 an der Dresdner Kunstakademie und war danach Atelierschüler von Ludwig Richter. Später arbeitete er einige Zeit in Düsseldorf, kehrte aber dann nach Dresden zurück, wo er sich 1859 im Stadtteil Loschwitz niederließ. Hier stiftete er unter anderem ein Armenhaus und Kinderheim. Im Jahr 1864 wurde er zum Ehrenmitglied der Dresdner Kunstakademie ernannt.
Seine poetisch empfundenen, liebevoll durchgeführten Bilder, deren Motive oft der mitteldeutschen Wald- und Dorfnatur entnommen sind, erinnern sehr an die Auffassungs- und Behandlungsweise seines Meisters Ludwig Richter, zu dessen besten Schülern Leonhardi gehörte. Bekannt wurde Leonhardi durch seine romantischen Landschaftsbilder, die ihm den Beinamen „Maler des deutschen Waldes“ einbrachten. Die Dresdner Galerie besitzt von ihm eine deutsche Waldlandschaft aus dem Jahr 1863.
Im Jahr 1878 kaufte er in Loschwitz eine Mühle (ehem. „Loschwitzer Hentschelmühle“), die sich in der Nachbarschaft seines väterlichen Anwesens befindet. Er ließ sie zum Künstlerhaus, zur sogenannten „Roten Amsel“, umbauen, die allerdings nicht mit dem nahen Künstlerhaus Dresden-Loschwitz zu verwechseln ist. Seinen eigentlichen Plan, das Haus der jungen Kunst zu widmen, gab er zugunsten eines eigenen Museums wieder auf. Seitdem beherbergt die umgebaute Mühle das Leonhardi-Museum. Als Wertschätzung gegenüber seinem ehemaligen Lehrer setzte er Ludwig Richter auf dem Anwesen seines Museums 1884 ein Denkmal. Erst im Jahre 1963 zog erneut junge Kunst in das Haus, in dem bis heute neben dem Museum die Galerie für zeitgenössische Kunst zuhause ist.

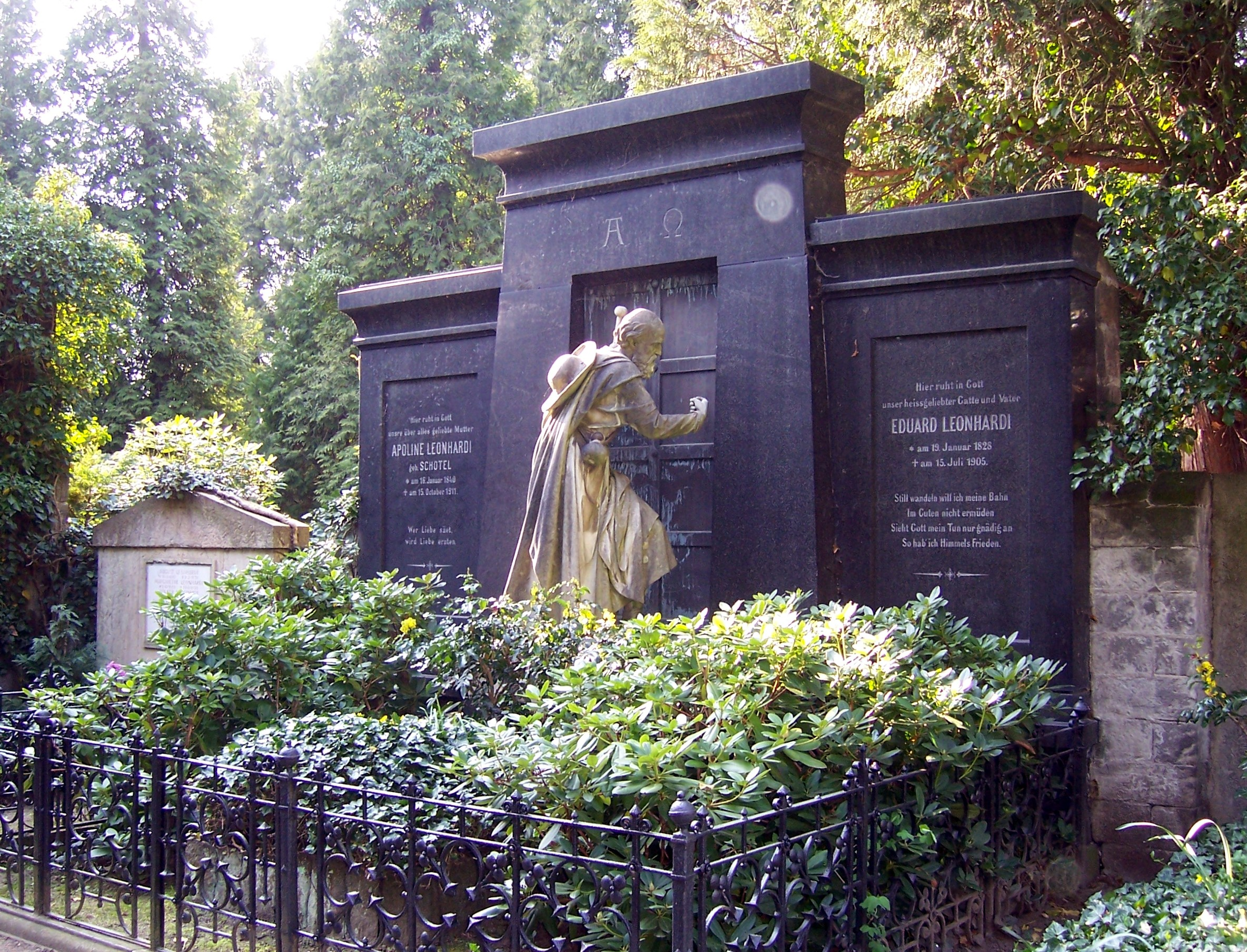
Grab Eduard Leonhardis auf dem Loschwitzer Friedhof

Leonhardi starb 1905 in Dresden. Sein Grab befindet sich auf dem Loschwitzer Friedhof und zählt zu den künstlerisch wertvollen Gräbern der Anlage. Die Grabfigur Anklopfender Pilger stammt von Robert Henze.
Sein Sohn August Leonhardi (1867–1931) wurde ebenfalls Maler.
Seine Tochter Elisabeth Leonhardi heiratete 1888 den Hofkapellmeister Adolf Hagen.

## Trivia
Ein Ur-Ur-Enkel von Eduard Leonhardi und Ur-Ur-Ur-Enkel des Tintenfabrikanten August Leonhardi ist der Fernsehproduzent und -Regisseur Holm Dressler. 
Eine Ur-Enkelin von Eduard Leonhardi und Ur-Ur-Enkelin des Tintenfabrikanten August Leonhardi ist die Schauspielerin Antje Hagen (seit der ersten Folge ist Antje Hagen in der im September 2005 gestarteten ARD Telenovela Sturm der Liebe in der Rolle der Hildegard Sonnbichler zu sehen).
Das Leonhard-Museum „Rote Amsel“ im Dresdner Stadtteil Loschwitz ist dank der Erbengemeinschaft – der auch Antje Hagen und Holm Dressler angehören – vom privaten Familienmuseum in eine städtische Galerie übergegangen.